# Айлин
Пилар Мария дель Кармен Моника Химе́нес Гарсия (исп. Pilar Maria Del Carmen Monica Giménez García; род. 29 мая 1982, Эсплугес-де-Льобрегат, пров. Барселона, Каталония, Испания) — испанская певица, вокалистка группы Her Chariot Awaits, экс-вокалистка готик-метал-группы Sirenia, более известная под псевдонимом Айлин (Ailyn).

## Биография

### Раннее творчество
Айлин начала петь ещё в 11—12 лет, а серьёзно стала изучать музыку с 15 лет, когда поступила в музыкальную школу и стала обучаться сольфеджио и классическому пению. Её профессиональный дебют пришёлся на 2002 год, когда в своем родном городе Корнелья-де-Льобрегате проходил благотворительный показ мод, целью которого был сбор средств для людей страдающих болезнью Альцгеймера. Вскоре она становится одной из участниц джей-поп/джей-рок-группы Charm, где помимо Пилар пели ещё две девушки. В 2004 году трио Charm выпустило альбом Konnichiwa. После этого Айлин покинула группу из-за творческих разногласий.

### Сольная карьера
После ухода из группы Айлин принимает участие в ряде национальных и межнациональных музыкальных конкурсов и фестивалей. В сентябре 2005 года она получила право представлять Испанию на международном фестивале поп-музыки Canzoni Dal Mondo, победив в испанском отборочном туре. В октябре и ноябре 2005 года она получает премии Silver Tabaiba и Gold Tabaiba на 5-м и 6-м международных фестивалях соответственно, фестивали проводились на Канарских островах. В мае 2007 года она была выбрана в качестве участника молодой команды на испанской версии телевизионного проекта X-Factor. В различных эпизодах она исполняла «Time After Time» Синди Лопер, «Moonlight Shadow» Майка Олдфилда и Магги Рейли, «Bring Me to Life» группы Evanescence и «Why» Энни Леннокс. В четвёртом эпизоде Айлин выбыла из проекта.

### Sirenia

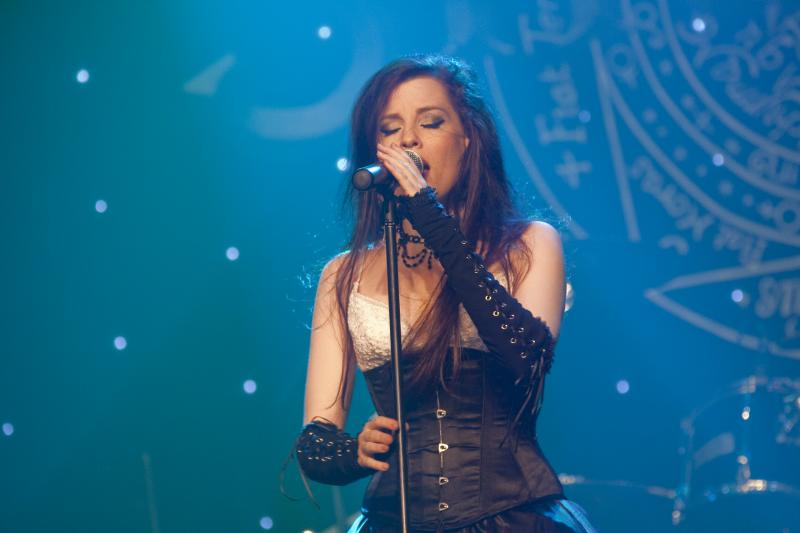
Айлин на концерте Sirenia в 2010 году

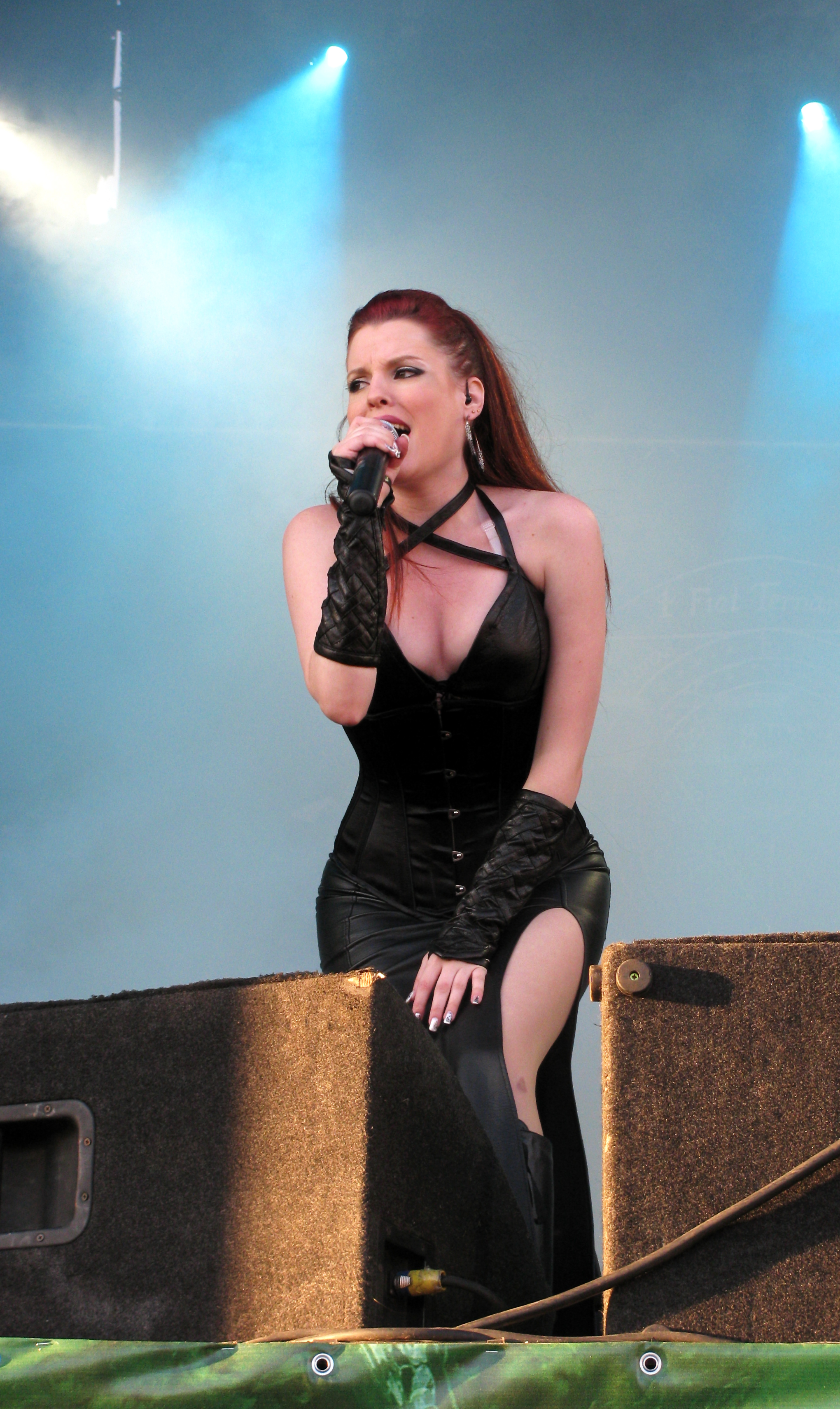
На Global East Festival в 2010 году

9 апреля 2008 года было объявлено, что Айлин займёт место вокалистки Sirenia. Она была выбрана из более чем 500 претенденток.

Моя сестра добавила их в друзья на MySpace, но мы не знали, что, если ты хочешь попасть на прослушивание к группе, нужно отправить им своё демо или добавить их в друзья, поэтому я была в шоке, когда они написали мне и попросили приехать в Норвегию на прослушивание. Я ездила туда дважды, первый раз это было прослушивание в студии, а второй раз со всеми участниками группы. Я думаю, что была выбрана потому что я — то, что Мортен и искал для группы, а также начиная с первых минут мы сплотились: участники Sirenia и я.
Оригинальный текст (англ.)My sister added them to my myspace’s friends, but we didn’t realize that if you wanted to audition for the band you had to send them your demo or add them as friends, so I was shocked when they wrote to me asking to go to Norway and audition for the new vocalist. I went there twice, the first time was an studio audition and the second one with all the band members. I think I was selected because I’m what Morten was looking for the band, and also since the first moment we connected all the members from Sirenia and me.
— Айлин
The 13th Floor был выпущен 23 января 2009 года и стал первым студийный альбомом Sirenia, записанным с Айлин. Затем в 2011 году группа выпускает альбом The Enigma of Life, ведущей вокалисткой которого также является Пилар. В 2013 и 2015 годах соответственно вышли альбомы Perils of the Deep Blue и The Seventh Life Path. Таким образом, Айлин — первая вокалистка Sirenia, с которой группа записала четыре полноформатных альбома.
5 июля 2016 года на официальном сайте группы и на странице группы в Facebook было объявлено о том, что Айлин покидает Sirenia.

### Her Chariot Awaits
В конце 2019 года было объявлено, что Айлин вместе с американским музыкантом Майком Орландо основали группу Her Chariot Awaits. На апрель 2020 года был намечен выход одноимённого альбома, однако он был отложен до конца мая из-за пандемии коронавируса.

### Trail of Tears
21 октября 2020 года норвежская группа Trail of Tears объявила о воссоединении после нескольких лет неактивности. Айлин стала новой вокалисткой группы.

### Другие работы
В 2011 году Айлин приняла участие в записи альбома Death & Legacy австрийской пауэр-метал-группы Serenity. Она поёт в двух композициях: «Prayer» и «The Chevalier» На последнюю был снят клип.
В 2014 году Айлин приняла участие на альбомах Argia испанской группы Diabulus In Musica и Rejected Gods греческой группы Enemy of Reality. Также она снялась в клипе на песню «Needle Bites» последних.
Имя Айлин можно увидеть в буклете альбома The Diary нидерландской группы The Gentle Storm, она заслужила благодарность за полезный совет, касающийся съёмок клипа «Shores of India».
17 июня 2015 года было объявлено об участии Айлин в метал-опере Melted Space.

## Дискография

### Charm
- 2004 — Konnichiwa

### Sirenia
- 2009 — The 13th Floor
- 2011 — The Enigma of Life
- 2013 — Perils of the Deep Blue
- 2015 — The Seventh Life Path

### Her Chariot Awaits
- 2020 — Her Chariot Awaits

### По приглашению

#### Serenity
- 2011 — Death & Legacy

#### Diabulus in Musica
- 2014 — Argia

#### Enemy of Reality
- 2014 — Rejected Gods

#### Melted Space
- 2015 — The Great Lie

#### Vivaldi Metal Project
- 2016 — The Four Seasons

#### Secret Rule
- 2017 — The Key to the World

## Интересные факты
- Айлин подвержена полной гетерохромии: радужка правого глаза у неё карего цвета, левого — зелёного.